# Thorsten Schoen
Thorsten „Torte“ Schoen (* 25. Juni 1972 in Nordhorn), 1,98 Meter groß, ist ein ehemaliger deutscher Beachvolleyballspieler vom FC Schüttorf 09.
Schoen begann von 1991 bis 1996 mit Günter Nibbrig als Partner. Von 1996 bis 2003 spielte er im Duo mit Jan-Erik Gatzke, 2004 spielte er teilweise mit Gatzke, teilweise mit Marvin Polte zusammen. Ab 2005 spielte er fast ausschließlich mit Polte.
Auf lokaler Ebene bereits seit langem als sehr guter Blockspieler bekannt, wurde er mit seinem Partner Marvin Polte bei der Beachvolleyballweltmeisterschaft 2005 in Berlin bekannt. Als dritter Nachrücker und lediglich an Position 43 gesetzt erreichten sie das Halbfinale. Sie unterlagen den späteren Weltmeistern Fábio Luiz Magalhães/Márcio Araújo. Im Spiel um die Bronzemedaille verloren Polte/Schoen gegen Julius Brink und Kjell Schneider und belegten den 4. Platz. Thorsten Schoen wurde der Titel des MVP (Most Valuable Player) der Weltmeisterschaft verliehen.
Seine höchste Platzierung in der Weltrangliste erreichte Schoen mit Platz 13 nach der Weltmeisterschaft 2005.